# ناتشو كانو
 ناتشو كانو (بالإسبانية: Nacho Cano)‏ (بالإسبانية: Nacho Cano) موسيقي وملحن ومنتج إسباني ولد في مدريد، في 26 فبراير عام 1963. في عامه التاسع عشر استطاع أن يكون رقم واحد في إسبانيا. ومنذ ذلك الحين واصل طريقه ليصبح رقم واحد في باقي بلدان العالم . يعد ناتشو كانو من أفضل الموسيقين والملحنين لموسيقي البوب الأسبانية، خلال العشرين سنة الأخيرة . قام بتلحين أغنيات كتبت بحروف من دهب في تاريخ الموسيقي الأسبانية . من ضمن هذه الأغنيات أغنية فقدت في غرفتي وأغنية السابع من سبتمبر. كون مع أخيه خوسيه ماريا كانو والمطربة أنا تروخا فريق ميكانو لموسيقي البوب الإسبانية.

## روابط خارجية
- ناتشو كانو على موقع IMDb (الإنجليزية)
- ناتشو كانو على موقع ميوزك برينز (الإنجليزية)
- ناتشو كانو على موقع ديسكوغز (الإنجليزية)
- ناتشو كانو على موقع قاعدة بيانات الفيلم (الإنجليزية)